# Chiropterotriton dimidiatus
Espèce
Synonymes
- Bolitoglossa dimidiata Taylor, 1940 "1939"

Statut de conservation UICN

 EN B1ab(iii,v) : En danger

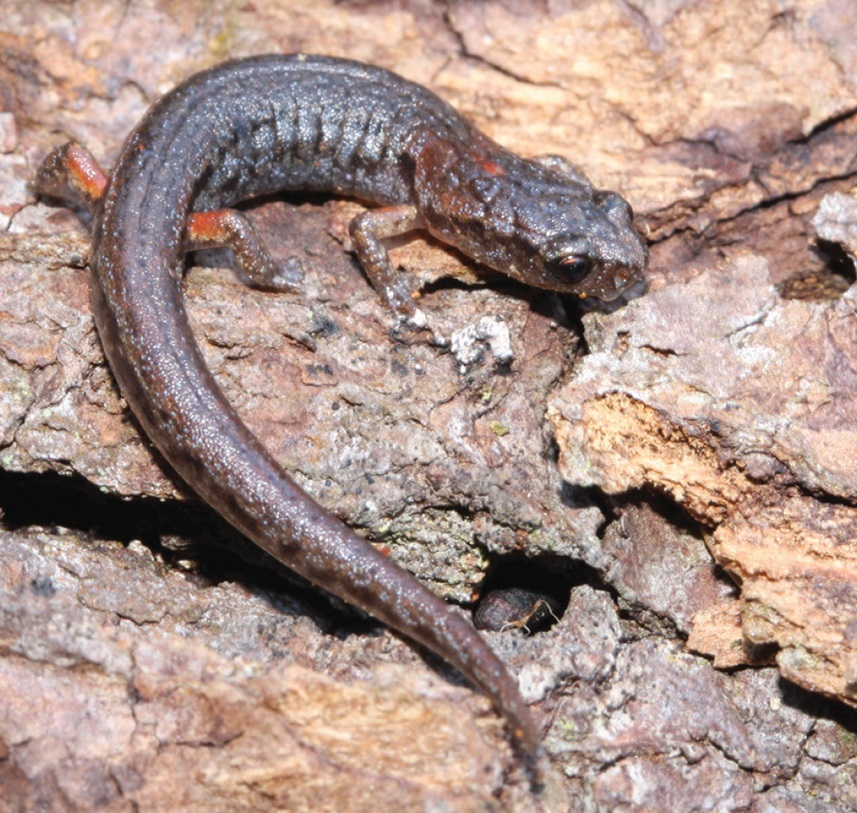
photo de Chiropterotriton dimidiatus

Chiropterotriton dimidiatus est une espèce d'urodèles de la famille des Plethodontidae.

## Répartition
Cette espèce est endémique du Sud de l'Hidalgo au Mexique. Elle se rencontre vers Mineral del Monte entre 2 500 et 2 700 m d'altitude.

## Description
Le mâle holotype mesure 53,1 mm de longueur totale dont 24,7 mm de longueur standard et 28,4 mm de queue.

## Publication originale
- Taylor, 1940 "1939" : New salamanders from Mexico, with a discussion of certain known forms. University of Kansas Science Bulletin, vol. 26, no 12, p. 407-430 (texte intégral).